# Ретортільйо-де-Сорія
Ретортільйо-де-Сорія (ісп. Retortillo de Soria) — муніципалітет в Іспанії, у складі автономної спільноти Кастилія-і-Леон, у провінції Сорія. Населення — 205 осіб (2010).
Муніципалітет розташований на відстані близько 120 км на північний схід від Мадрида, 65 км на південний захід від Сорії.
На території муніципалітету розташовані такі населені пункти: (дані про населення за 2010 рік)
- Каньїсера: 4 особи
- Кастро: 11 осіб
- Лосана: 9 осіб
- Мадруедано: 11 осіб
- Модаміо: 4 особи
- Ретортільйо-де-Сорія: 116 осіб
- Саукільйо-де-Паредес: 3 особи
- Таранкуенья: 16 осіб
- Торревісенте: 7 осіб
- Вальвенедісо: 13 осіб
- Пералехо-де-лос-Ескудерос: 4 особи
- Мансанарес: 7 осіб

## Демографія
Динаміка населення (INE ):

## Галерея зображень

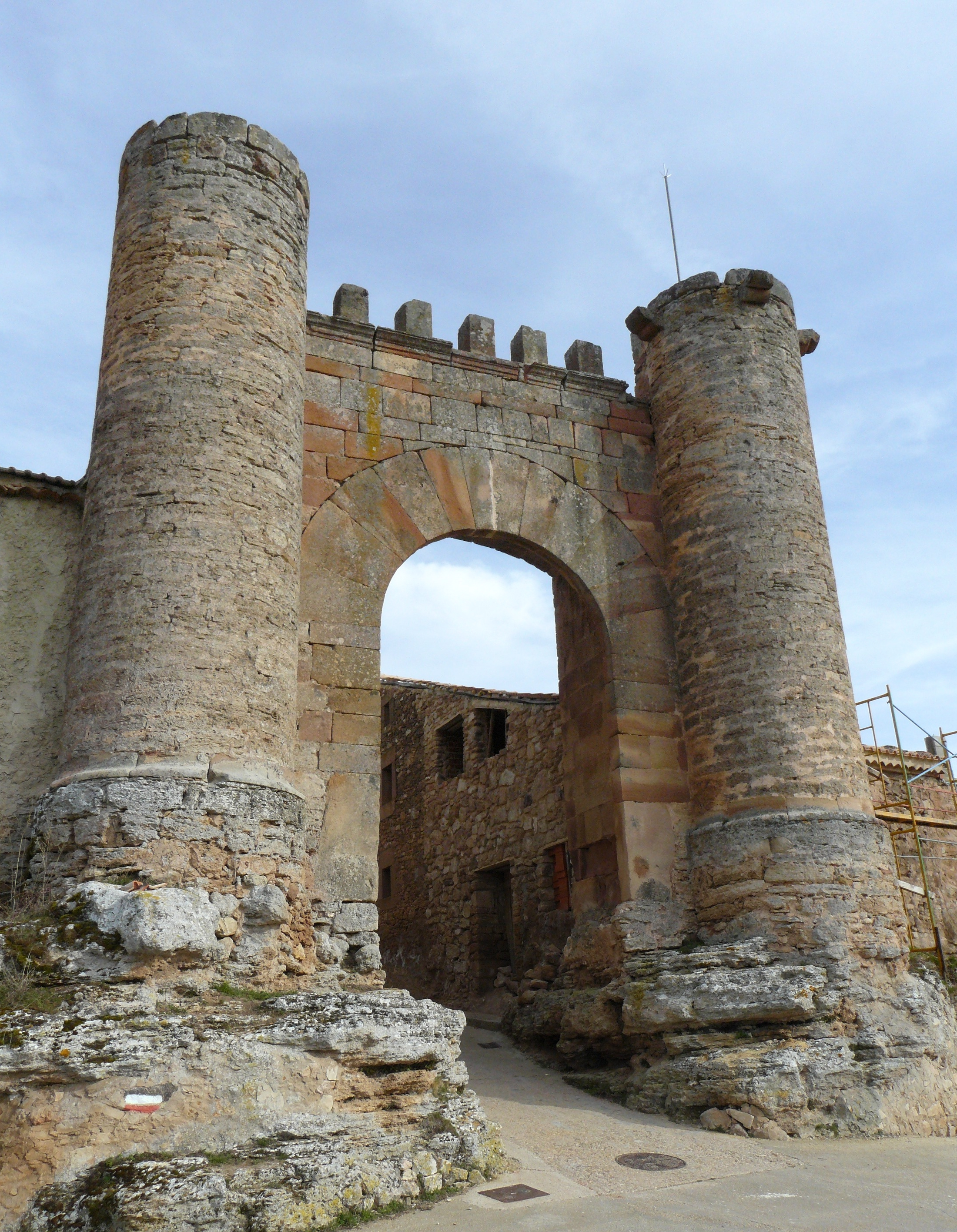
Західна брама міського муру Ретортільї